# No Guru, No Method, No Teacher
No Guru, No Method, No Teacher è il sedicesimo album discografico in studio del cantautore britannico Van Morrison, pubblicato nel 1986. Per molti critici è l'ultimo vero capolavoro di Van Morrison. Contiene uno dei brani più importanti della sua carriera, il manifesto filosofico-spirituale "In The Garden", un palese ritorno alle atmosfere del leggendario "Astral Weeks".

## Tracce
Tutte le tracce sono di Van Morrison.
Side 1
1. Got to Go Back – 5:00
2. Oh the Warm Feeling – 3:16
3. Foreign Window – 5:20
4. A Town Called Paradise – 6:13
5. In the Garden – 5:46

Side 2
1. Tir Na Nog – 7:14
2. Here Comes the Knight – 3:41
3. Thanks for the Information – 7:16
4. One Irish Rover – 3:30
5. Ivory Tower – 3:34

## Classifiche
| Anno | Classifica                          | Posizione raggiunta |
| ---- | ----------------------------------- | ------------------- |
| 1986 | Regno Unito (Official Albums Chart) | 27                  |